# Moedas FAO

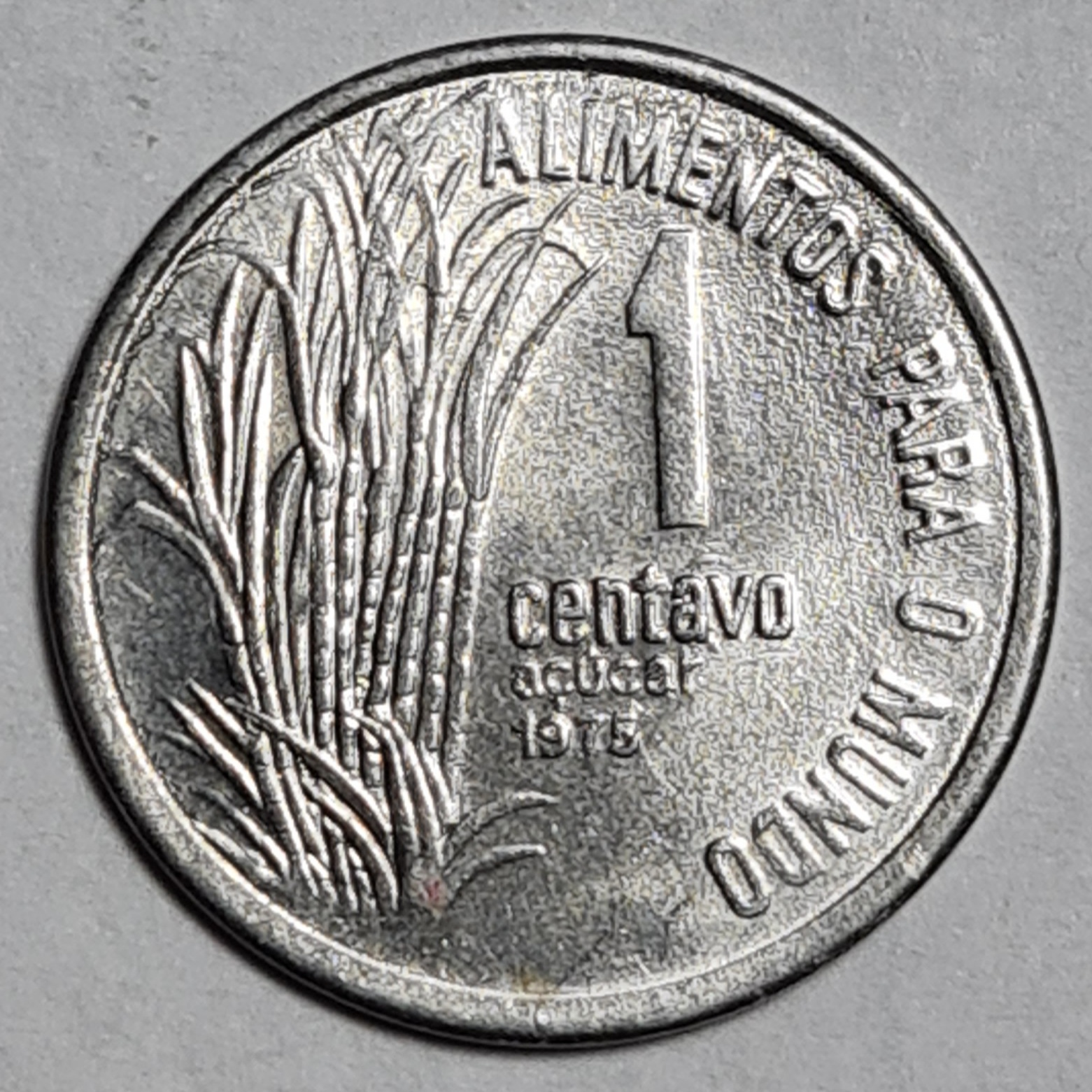
Moeda FAO de 1 centavo de 1975 do Brasil, representando a cana-de-açúcar

As moedas FAO são uma série de moedas de diversos países promovidas pela Organização das Nações Unidas para a Alimentação e a Agricultura (FAO, sigla do inglês Food and Agriculture Organization) desde 1968. O programa foi extinto em 2008. Há mais de 1200 tipos de moedas da FAO catalogadas.

## Brasil
No Brasil, houve 3 emissões de moedas temáticas da FAO, nos anos de 1975, 1985 e 1995. As moedas representam símbolos da agropecuária nacional, incluindo a cana-de-açúcar, a soja, o gado zebu e o café.